# Arroyo Chiflero
El arroyo Chiflero es un curso de agua uruguayo que recorre el departamento de Artigas. Nace en la cuchilla Yacaré Cururú y desemboca en el río Cuareim, próximo a la ciudad de Artigas, teniendo un curso paralelo al Arroyo de la Aruera. Pertenece a la Cuenca del Plata.